# Николай (Могилевский)

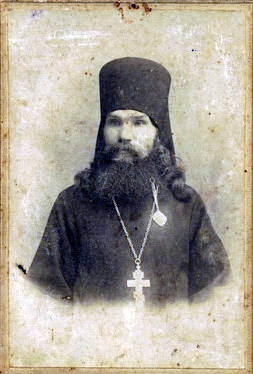

Митрополит Николай (в миру Феодосий Никифорович Могилевский; 9 апреля 1877, Комиссаровка, Екатеринославская губерния — 25 октября 1955, Алма-Ата) — епископ Русской православной церкви, митрополит Алма-Атинский и Казахстанский.
Причислен к лику святых Русской православной церкви в 2000 году.

## Биография
Родился 9 апреля 1877 года в семье псаломщика Никифора и супруги его Марии. Назвали его в честь святого мученика Феодосия.
Учился в Екатеринославском духовном училище (1887—1893) и Екатеринославской духовной семинарии (1893—1898).
В 1898—1902 годах служил сначала псаломщиком, а затем учителем второклассной церковной школы. В 1902 году окончательно принял решение стать монахом и направился в Нилову пустынь, настоятель которой обещал его принять в монастырь через год, если тот не передумает. В 1903 году он был зачислен в число послушников монастыря; 6 (19) декабря 1904 года пострижен в монашество с именем Николай; 27 мая 1905 года рукоположён в монастырском храме архиепископом Тверским Николаем (Налимовым) в иеродиакона, а 9 октября 1905 года в Твери епископом Старицким Александром (Головиным) была совершена его хиротония в иеромонаха. В 1907 году по послушанию поступил в Московскую духовную академию, которую окончил в 1911 году со степенью кандидата богословия за сочинение «Учение аскетов о страстях». В 1911—1912 годах был помощником инспектора Московской духовной академии.
В 1912—1913 годах — инспектор Полтавской духовной семинарии. В 1913—1916 годах — инспектор Черниговской духовной семинарии; в 1915 году был возведён в сан игумена и с 10 октября 1916 по 12 июня 1917 года был настоятелем Князе-Владимирского монастыря в Иркутске и заведующим Иркутской учительской миссионерской школы в сане архимандрита.
С 12 июня 1917 года — первый выборный ректор Черниговской духовной семинарии и настоятель Елецкого успенского монастыря в Чернигове.
В 1918 году, как представитель духовно-учебных заведений, принимал участие во Всеукраинском церковном соборе. На осенней сессии Собора было постановлено «быть архимандриту Николаю епископом Стародубским», но из-за его болезни поставление было отложено почти на год.

### Архиерейство

2 ноября (20 октября ст. ст.) 1919 года в Чернигове был хиротонисан в епископа Стародубского, викария Черниговской епархии. Хиротонию совершили епископы Пахомий (Кедров) и Иоанн (Доброславин). Позднее благодарил «Господа за то, что хиротония состоялась после того, как многие из собиравшихся на Собор в 1918 году архиереев к осени 1919 года уже эмигрировали за границу… что я не оказался в расколе, не убежал вместе с другими за границу, а остался на своей Родине».
С 1920 года — епископ Сосницкий, викарий Черниговской епархии. С конца 1922 года несколько месяцев примыкал к обновленческому движению, но быстро порвал с ним и скрывался в монастыре «Божье дело», приписанном к Ниловой пустыни.

В докладе Патриарху Тихону Совета по церковным делам на Борзенщине, Черниговской губернии от 9 октября 1923 года: 
Уже в начале 1922 г. на Борзенщине образовалось несколько приходов с лжеиерархией ставленников Липковского… Под напором самосвятов православное духовенство растерялось, и некоторые из священников, быть может более стесненные материально, и, желая сохранить за собой места, перешли на сторону Киевской Рады, признав лжеиерархию. Это явление ещё больше смутило православных и в корне поколебало авторитет православного духовенства Борзенщины, поднять который мог только епископ своим личным присутствием. Епископ Николай Борзенский в это время должен был взять управление Черниговской епархией на себя, из-за отсутствия архиепископа Пахомия, и в Борзну он прибыть не мог. Тогда духовенство и миряне организовали инициативную группу по борьбе с самосвятами. Взяв на себя всю административную власть, оставаясь в канонической зависимости от правящего православного епископа, решили созвать съезд для решения вопросов церковной жизни. Приглашение было послано и епископу Николаю. С его благословения (но без его участия) и, с разрешения советской власти, съезд состоялся, несмотря на всевозможные препятствия со стороны самосвятов и их сторонников: 5 февраля 1923 г. … Не допуская в церковной жизни никакого политиканства и контрреволюции, съезд в отношении церковном постановил: стоять на платформе строгого православия с пожеланием автокефалии Украинской Церкви, причем автокефалия эта должна пройти в духе постановлений православного Поместного Собора… В отношении положения православия на Борзенщине, приняв во внимание деморализующее влияние самосвятов, приняли решение о необходимости православного епископа: им избрали Преосвящ. Николая, который должен был прибыть в Борзну. Заканчивая работу, съезд избрал Церковный Совет на Борзенщине, утвержденный Борзенским исполкомом. Его постановлением от 4 января 1923 г. за № 47 Церковный Совет признавался: „как единственный административно-церковный орган на Борзенщине“. После чего он начал свою работу. В это время в Чернигов прибывал епископ Александр Мигулин — обновленец, представитель группы „Живая Церковь“, и взял власть в свои руки. Преосвящ. Николая по болезни отправили в Москву — нужда в епископе стала ещё большей.
С 6 августа 1923 года — епископ Каширский, викарий Тульской епархии. С 19 октября 1923 года — управляющий Тульской епархией. Активно боролся с обновленчеством.
В 1924 году во время приезда в Москву, где был арестован вместе с группой епископов, в числе которых был Феодор (Поздеевский); две недели находился в Бутырской тюрьме.
Когда в 1925 году обновленцы готовились к проведению своего собора и приглашали на него представителей Православной церкви, епископ Николай предписал настоятелям и церковным советам не входить в переговоры с ними; 8 мая 1925 года он был арестован и около двух лет находился в заключении. С 16 сентября 1927 года — епископ Орловский.

В Орле служил до следующего своего ареста. Рассказывал сам: 
27 июля 1932 года я был арестован и отправлен в Воронеж, где велось следствие (Постановлением коллегии ОГПУ от 7 декабря 1932 года был приговорён по ст. 58-10 УК РСФСР к пяти годам лишения свободы). Находился в лагерях в Мордовии, Чувашии, в Сарове. В 1937 году был освобождён, находясь на покое, жил в Егорьевске Московской области, затем в Киржаче Ивановской области.

### Ссылка в Казахстан
В 1941 году был возведён в сан архиепископа; по-видимому, это произошло 10 марта, когда он участвовал в совершении литургии в Богоявленском соборе в Москве в день празднования 40-летия архиерейского служения патриаршего местоблюстителя митрополита Сергия (Страгородского).
27 июня 1941 года арестован, находился в тюрьме в Саратове, затем был выслан на пять лет в Казахстан, сначала в город Актюбинск, а оттуда через три месяца в город Челкар Актюбинской области. Осенью 1942 года тяжело заболел, находился на излечении в местной больнице.
В октябре 1943 года патриарх Сергий представил властям список из 26 священнослужителей, которых он просил амнистировать. Все упомянутые в этом списке к тому времени уже были расстреляны или умерли в лагерях, кроме Николая (Могилевского). Однако освобождения из ссылки не последовало. 10 октября 1944 года архиепископ Николай направил народному комиссару внутренних дел СССР «усердную просьбу», в которой просил снять с него звание «вольного ссыльного», разрешить уехать в Россию и там занять епископскую кафедру по назначению Патриаршего синода.
Постановлением Особого совещания при НКВД от 19 мая 1945 года был досрочно освобождён из ссылки (окончание ссылки должно было последовать 27 июня 1946 года).

### На Алма-Атинской кафедре
С 5 июня 1945 года — архиепископ Алма-Атинский и Казахстанский. Добился открытия многих храмов и молитвенных домов, часто посещал приходы епархии. С 1951 года одновременно управлял и Семипалатинской епархией. С 4 февраля 1955 года — митрополит.
Служил всегда благоговейно, никогда не спешил. Молился со слезами, особенно при совершении литургии, когда пели «Тебе поем, Тебе благословим…», он всегда плакал. Говорил, что плачет от радости, что Господь сподобил его совершать эту литургию и от счастья, что он может принести молитвы за всех своих духовных чад, за всех пасомых.
2 ноября 1954 года отметил 35-летие архиерейской хиротонии. В этот день в кафедральном Никольском соборе Алма-Аты юбиляру сослужил епископ Ташкентский и Среднеазиатский Ермоген (Голубев).
В житии сказано, что в июле 1947 года летел на самолёте из Алма-Аты в Москву на заседание Священного синода. При посадке благословил всех пассажиров, чем вызвал их насмешки. Во время полёта отказал мотор, и самолёт начал падать. Всё это время молился о спасении всех пассажиров. Самолёт упал в какое-то заболоченное, но неглубокое озеро. Когда люди немного успокоились от пережитого ими страха, то стали подходить и благодарить. В ответ на извинения пилота за насмешки, ответил: «Бог простит. Бога благодарите и Его Пречистую Матерь, и возлагайте свои надежды на Святителя Николая».
Скончался 25 октября 1955 года. Во время похорон всю дорогу от храма до кладбища (около 7 км) гроб с его телом верующие несли на руках. За гробом, по подсчётам милиции, следовало до 40 000 человек. Похоронен на Центральном кладбище Алматы.
На Архиерейском соборе в августе 2000 года митрополит Николай был причислен к лику новомучеников и исповедников Российских как исповедник.
8 сентября 2000 года по благословению архиепископа Астанайского и Алматинского Алексия (Кутепова) честные мощи святителя-исповедника Николая были обретены на городском кладбище и перенесены в Никольский собор города Алма-Аты.
Празднование обретения мощей внесено в месяцеслов по благословению патриарха Кирилла 24 апреля 2012 года.

## Труды
- Учение аскетов о страстях.
- Воздержание — победная песнь чистоты // «Голос Церкви» 1914—1915.
- Тайна души человеческой: Святоотеч. учение о борьбе со страстями / Митр. Николай (Могилевский). — М.: Отчий дом, 1999. — 173 с. ISBN 5-86809-125-6; СПб.: Библиополис, 2007. — 221 с. ISBN 5-7435-0257-6.